# سباق باريس روبيه 1947
طواف باريس 1947 هو سباق دراجات هوائية أقيم بتاريخ 6 أبريل، تكون السباق من مرحلة واحدة، وامتدّ لمسافة 246 كم، وبسرعة 39. 831 كم/س، استغرق السباق 6 ساعات و10 دقيقة و34 ثانية.